# San Ramón (Nicaragua)
San Ramón è un comune del Nicaragua facente parte del dipartimento di Matagalpa.